# 2. Frauen-Bundesliga 2012/13
Die Saison 2012/13 ist die neunte Spielzeit der 2. Fußball-Bundesliga der Frauen. Die Saison begann am 2. September 2012 und soll mit dem letzten Spieltag am 26. Mai 2013 enden. Die Relegationsspiele zwischen den Drittletzten sollen am 2. und 9. Juni 2013 stattfinden.
Der BV Cloppenburg und die TSG 1899 Hoffenheim sicherten sich die Staffelmeisterschaften und den damit verbundenen Aufstieg in die Bundesliga. Die Abstiegsplätze belegten Holstein Kiel, der FFC Oldesloe 2000, die zweite Mannschaft des SC 07 Bad Neuenahr sowie der SV Bardenbach. Über die Relegation stieg auch noch der 1. FFC Recklinghausen ab.
Aus der Bundesliga stiegen der FSV Gütersloh 2009 und der SC 07 Bad Neuenahr ab. Die Aufsteiger aus den Regionalligen waren der LFC Berlin, der VfL Bochum, der SV 67 Weinberg, der TuS Wörrstadt und die zweite Mannschaft des VfL Wolfsburg. Die Frauenfußballabteilung des 1. FC Lokomotive Leipzig wechselte zum 1. Juli 2013 geschlossen zum FFV Leipzig.
Die Torschützenköniginnen wurden Anna Laue vom Herforder SV mit 22 Toren im Norden sowie Julia Manger vom ETSV Würzburg mit 24 Treffern im Süden. Bei der titelentscheidenden Partie zwischen der TSG 1899 Hoffenheim und dem 1. FC Köln wurde mit 3.050 Zuschauern ein neuer Zuschauerrekord der 2. Bundesliga aufgestellt.

## Nord

### Abschlusstabelle
| Pl. | Verein                        | Sp. | S  | U | N  | Tore    | Diff. | Punkte |
| --- | ----------------------------- | --- | -- | - | -- | ------- | ----- | ------ |
| 1.  | BV Cloppenburg                | 22  | 17 | 3 | 2  | 054:140 | +40   | 54     |
| 2.  | Herforder SV                  | 22  | 15 | 2 | 5  | 062:260 | +36   | 47     |
| 3.  | SV Meppen                     | 22  | 15 | 1 | 6  | 040:220 | +18   | 46     |
| 4.  | 1. FFC Turbine Potsdam II (M) | 22  | 14 | 3 | 5  | 060:270 | +33   | 45     |
| 5.  | Werder Bremen                 | 22  | 13 | 3 | 6  | 054:320 | +22   | 42     |
| 6.  | 1. FC Lokomotive Leipzig (A)  | 22  | 9  | 6 | 7  | 041:370 | +4    | 33     |
| 7.  | 1. FC Lübars                  | 22  | 9  | 2 | 11 | 031:280 | +3    | 29     |
| 8.  | Magdeburger FFC               | 22  | 6  | 6 | 10 | 028:360 | −8    | 24     |
| 9.  | FF USV Jena II                | 22  | 4  | 4 | 14 | 023:490 | −26   | 16     |
| 10. | Blau-Weiß Hohen Neuendorf (N) | 22  | 3  | 5 | 14 | 018:560 | −38   | 14     |
| 11. | Holstein Kiel (N)             | 22  | 3  | 4 | 15 | 020:540 | −34   | 13     |
| 12. | FFC Oldesloe 2000             | 22  | 4  | 1 | 17 | 016:660 | −50   | 13     |

| (A) | Absteiger aus der Frauen-Bundesliga 2011/12 |
| (M) | Meister 2011/12                             |
| (N) | Aufsteiger aus der Regionalligen 2011/12    |

### Kreuztabelle
Die Kreuztabelle stellt die Ergebnisse aller Spiele dieser Saison dar. Die Heimmannschaft ist in der linken Spalte, die Gastmannschaft in der oberen Zeile aufgelistet.
| 2012/13                   | Werder Bremen | BV Cloppenburg | Herforder SV | Blau-Weiß Hohen Neuendorf | FF USV Jena II | Holstein Kiel | 1. FC Lokomotive Leipzig | 1. FC Lübars | Magdeburger FFC | SV Meppen | FFC Oldesloe 2000 | 1. FFC Turbine Potsdam II |
| ------------------------- | ------------- | -------------- | ------------ | ------------------------- | -------------- | ------------- | ------------------------ | ------------ | --------------- | --------- | ----------------- | ------------------------- |
| Werder Bremen             |               | 0:1            | 2:0          | 1:1                       | 3:1            | 4:2           | 2:1                      | 4:0          | 1:0             | 1:2       | 3:0               | 4:4                       |
| BV Cloppenburg            | 0:4           |                | 2:2          | 6:0                       | 3:0            | 3:1           | 1:1                      | 1:0          | 2:1             | 2:0       | 2:0               | 2:0                       |
| Herforder SV              | 4:2           | 0:2            |              | 3:0                       | 3:0            | 6:0           | 3:2                      | 2:1          | 2:1             | 2:2       | 8:1               | 1:2                       |
| Blau-Weiß Hohen Neuendorf | 3:5           | 0:4            | 2:6          |                           | 0:0            | 2:1           | 2:4                      | 0:1          | 1:1             | 0:1       | 0:1               | 0:5                       |
| FF USV Jena II            | 4:1           | 0:3            | 0:2          | 0:3                       |                | 0:0           | 0:2                      | 0:3          | 1:2             | 0:5       | 6:1               | 4:2                       |
| Holstein Kiel             | 2:7           | 0:4            | 1:3          | 1:1                       | 4:0            |               | 0:0                      | 1:0          | 0:1             | 0:2       | 0:2               | 1:4                       |
| 1. FC Lokomotive Leipzig  | 3:3           | 1:2            | 0:4          | 3:0                       | 2:2            | 5:1           |                          | 1:0          | 3:1             | 4:2       | 2:1               | 0:2                       |
| 1. FC Lübars              | 0:1           | 0:3            | 0:2          | 2:0                       | 0:0            | 4:2           | 5:2                      |              | 1:1             | 2:1       | 4:0               | 0:2                       |
| Magdeburger FFC           | 0:1           | 1:3            | 0:4          | 2:2                       | 2:1            | 0:0           | 2:2                      | 1:2          |                 | 1:3       | 4:2               | 2:2                       |
| SV Meppen                 | 2:1           | 2:1            | 1:0          | 2:0                       | 3:1            | 2:0           | 3:1                      | 2:0          | 1:0             |           | 2:0               | 0:2                       |
| FFC Oldesloe 2000         | 1:4           | 0:6            | 1:3          | 0:1                       | 0:2            | 1:3           | 0:0                      | 0:6          | 1:3             | 1:0       |                   | 2:1                       |
| 1. FFC Turbine Potsdam II | 1:0           | 1:1            | 4:2          | 7:0                       | 5:1            | 3:0           | 1:2                      | 2:0          | 1:2             | 3:2       | 6:1               |                           |

### Torschützenliste
| Pl. | Nat.        | Spieler          | Verein                    | Tore |
| --- | ----------- | ---------------- | ------------------------- | ---- |
| 1   | Deutschland | Anna Laue        | Herforder SV              | 22   |
| 2   | Deutschland | Cindy König      | Werder Bremen             | 14   |
| 2   | Polen       | Agnieszka Winczo | BV Cloppenburg            | 14   |
| 4   | Deutschland | Sandra Starke    | 1. FFC Turbine Potsdam II | 12   |
| 5   | Deutschland | Heike Freese     | SV Meppen                 | 10   |
| 5   | Deutschland | Nangila van Eyck | SV Meppen                 | 10   |

## Süd

### Abschlusstabelle
| Pl. | Verein                    | Sp. | S  | U | N  | Tore    | Diff. | Punkte |
| --- | ------------------------- | --- | -- | - | -- | ------- | ----- | ------ |
| 1.  | TSG 1899 Hoffenheim       | 22  | 18 | 2 | 2  | 073:230 | +50   | 56     |
| 2.  | 1. FC Köln                | 22  | 17 | 4 | 1  | 066:140 | +52   | 55     |
| 3.  | SC Sand (N)               | 22  | 17 | 3 | 2  | 065:220 | +43   | 54     |
| 4.  | TSV Crailsheim            | 22  | 9  | 5 | 8  | 039:310 | +8    | 32     |
| 5.  | ETSV Würzburg             | 22  | 10 | 2 | 10 | 044:530 | −9    | 32     |
| 6.  | 1. FC Saarbrücken         | 22  | 9  | 3 | 10 | 040:360 | +4    | 30     |
| 7.  | FC Bayern München II      | 22  | 8  | 5 | 9  | 042:320 | +10   | 29     |
| 8.  | 1. FFC Frankfurt II       | 22  | 8  | 2 | 12 | 027:400 | −13   | 26     |
| 9.  | 1. FFC 08 Niederkirchen   | 22  | 6  | 4 | 12 | 037:400 | −3    | 22     |
| 10. | 1. FFC Recklinghausen (N) | 22  | 5  | 2 | 15 | 031:790 | −48   | 17     |
| 11. | SC 07 Bad Neuenahr II     | 22  | 3  | 5 | 14 | 017:480 | −31   | 14     |
| 12. | SV Bardenbach (N)         | 22  | 2  | 3 | 17 | 023:860 | −63   | 09     |

| (N) | Aufsteiger aus der Regionalligen 2011/12 |

### Kreuztabelle
Die Kreuztabelle stellt die Ergebnisse aller Spiele dieser Saison dar. Die Heimmannschaft ist in der linken Spalte, die Gastmannschaft in der oberen Zeile aufgelistet.
| 2012/13                 | SC 07 Bad Neuenahr II | SV Bardenbach | TSV Crailsheim | 1. FFC Frankfurt | TSG 1899 Hoffenheim | 1. FC Köln | FC Bayern München II | 1. FFC 08 Niederkirchen | 1. FFC Recklinghausen | 1. FC Saarbrücken | SC Sand | ETSV Würzburg |
| ----------------------- | --------------------- | ------------- | -------------- | ---------------- | ------------------- | ---------- | -------------------- | ----------------------- | --------------------- | ----------------- | ------- | ------------- |
| SC 07 Bad Neuenahr II   |                       | 0:0           | 0:2            | 0:4              | 2:6                 | 0:1        | 1:2                  | 1:2                     | 0:0                   | 0:0               | 1:2     | 1:4           |
| SV Bardenbach           | 0:1                   |               | 3:2            | 1:2              | 2:6                 | 1:2        | 1:4                  | 2:1                     | 0:5                   | 0:5               | 3:3     | 3:5           |
| TSV Crailsheim          | 1:0                   | 4:0           |                | 2:1              | 2:3                 | 0:0        | 2:2                  | 3:0                     | 3:1                   | 1:3               | 0:3     | 1:1           |
| 1. FFC Frankfurt II     | 1:1                   | 0:0           | 1:0            |                  | 1:2                 | 1:4        | 0:7                  | 0:4                     | 4:1                   | 1:2               | 2:4     | 4:0           |
| TSG 1899 Hoffenheim     | 2:0                   | 8:0           | 2:1            | 3:0              |                     | 3:3        | 1:0                  | 4:1                     | 6:0                   | 3:1               | 0:3     | 5:0           |
| 1. FC Köln              | 5:0                   | 12:1          | 1:1            | 4:0              | 1:1                 |            | 3:2                  | 1:0                     | 7:0                   | 3:1               | 0:1     | 6:0           |
| FC Bayern München II    | 4:0                   | 1:0           | 1:2            | 0:1              | 1:4                 | 0:1        |                      | 1:1                     | 2:2                   | 3:2               | 3:3     | 3:4           |
| 1. FFC 08 Niederkirchen | 2:2                   | 5:0           | 3:1            | 0:3              | 2:3                 | 1:2        | 1:2                  |                         | 3:1                   | 1:1               | 0:1     | 0:2           |
| 1. FFC Recklinghausen   | 4:5                   | 5:3           | 0:5            | 3:0              | 0:2                 | 0:3        | 0:3                  | 0:6                     |                       | 1:6               | 1:7     | 5:3           |
| 1. FC Saarbrücken       | 1:2                   | 3:0           | 2:1            | 0:1              | 0:3                 | 0:1        | 2:1                  | 1:1                     | 1:2                   |                   | 1:4     | 3:1           |
| SC Sand                 | 3:0                   | 6:1           | 3:4            | 1:0              | 2:1                 | 0:2        | 0:0                  | 6:1                     | 6:0                   | 3:1               |         | 2:0           |
| ETSV Würzburg           | 2:0                   | 6:2           | 1:1            | 1:0              | 1:5                 | 1:4        | 1:0                  | 3:2                     | 4:0                   | 3:4               | 1:2     |               |

### Torschützenliste
| Pl. | Nat.        | Spieler              | Verein              | Tore |
| --- | ----------- | -------------------- | ------------------- | ---- |
| 1   | Deutschland | Julia Manger         | ETSV Würzburg       | 24   |
| 2   | Deutschland | Susanne Hartel       | TSG 1899 Hoffenheim | 16   |
| 3   | Deutschland | Jacqueline de Backer | 1. FC Saarbrücken   | 15   |
| 3   | Deutschland | Isabelle Meyer       | SC Sand             | 15   |
| 5   | Deutschland | Christine Veth       | SC Sand             | 14   |

## Relegation
In der Relegation trafen die Drittletzten der beiden Staffeln aufeinander und ermittelten in Hin- und Rückspiel den fünften Absteiger in die Regionalliga.
|                           | Gesamt |                       | Hinspiel (2.6.) | Rückspiel (9.6.) |
| ------------------------- | ------ | --------------------- | --------------- | ---------------- |
| Blau-Weiß Hohen Neuendorf | 6:3    | 1. FFC Recklinghausen | 5:1 (1:1)       | 1:2 (0:1)        |